# لانیو
لانیو (به فرانسوی: Lagnieu) یک کمون در فرانسه است که در Canton of Lagnieu واقع شده‌است.

## خصوصیات
لانیو ۲۷٫۲۵ کیلومترمربع مساحت و ۶٬۶۹۴ نفر جمعیت دارد و ۲۳۹ متر بالاتر از سطح دریا واقع شده‌است.